# Berberian Sound Studio
 (décembre 2016).
Si vous disposez d'ouvrages ou d'articles de référence ou si vous connaissez des sites web de qualité traitant du thème abordé ici, merci de compléter l'article en donnant les références utiles à sa vérifiabilité et en les liant à la section « Notes et références ».
Pour plus de détails, voir Fiche technique et Distribution.
Berberian Sound Studio est un film d'horreur britannique écrit et réalisé par Peter Strickland et sorti en 2012.

## Synopsis
Dans les années 1970, en Italie, un bruiteur visiblement dérangé est chargé par un réalisateur de gialli de la post-synchronisation de son dernier opus.

## Fiche technique
- Titre original : Berberian Sound Studio
- Réalisation : Peter Strickland
- Scénario : Peter Strickland
- Direction artistique : Jennifer Kernke
- Décors : Sarah Finlay
- Costumes : Julian Day
- Photographie : Nicholas D. Knowland
- Son : Joakim Sundström
- Montage : Chris Dickens
- Musique : Broadcast
- Production : Mary Burke et Keith Griffiths
- Sociétés de production : Illuminations Films et Warp X
- Sociétés de distribution : Artificial Eye (Royaume-Uni)  ; Wild Side Films et Le Pacte (France)
- Budget :
- Pays d'origine :  Royaume-Uni
- Langue : Anglais
- Format : Couleurs - 35mm - 1.85:1 -  Son Dolby numérique
- Genre : Horreur
- Durée : 92 minutes
- Dates de sortie :
  - Royaume-Uni : 28 juin 2012 (festival international du film d'Édimbourg) ; 31 août 2012 (sortie nationale)
  - France : 3 avril 2013

## Distribution
- Toby Jones (VF : Daniel Lafourcade) : Gilderoy
- Antonio Mancino (VF : Thierry Kazazian) : Giancarlo Santini
- Tónia Sotiropoúlou (VF : Sabine Heraud) : Elena
- Susanna Cappellaro : Veronica
- Cosimo Fusco (VF : Gabriel Le Doze) : Francesco
- Chiara D'Anna : Elisa comme Teresa
- Fatma Mohamed (VF : Juliette Degenne) : Silvia comme Teresa
- Eugenia Caruso : Claudia

Source : version française (VF) d'après le carton de doublage

## Distinctions

### Nominations et sélections
- Festival international du film de Catalogne 2012 : mention spéciale du jury
- British Independent Film Awards 2012 : meilleur film, meilleur acteur pour Toby Jones, meilleure production, meilleur technicien
- Festival international du film fantastique de Gérardmer 2013 : prix spécial du jury (ex æquo), prix de la critique
- London Film Critics Circle Awards 2013 : film britannique ou irlandais de l'année, acteur britannique de l'année
- Evening Standard British Film Awards 2013 : meilleur acteur pour Toby Jones
- Hallucinations collectives 2013 : Grand prix long métrage